# Hålslagsapparat

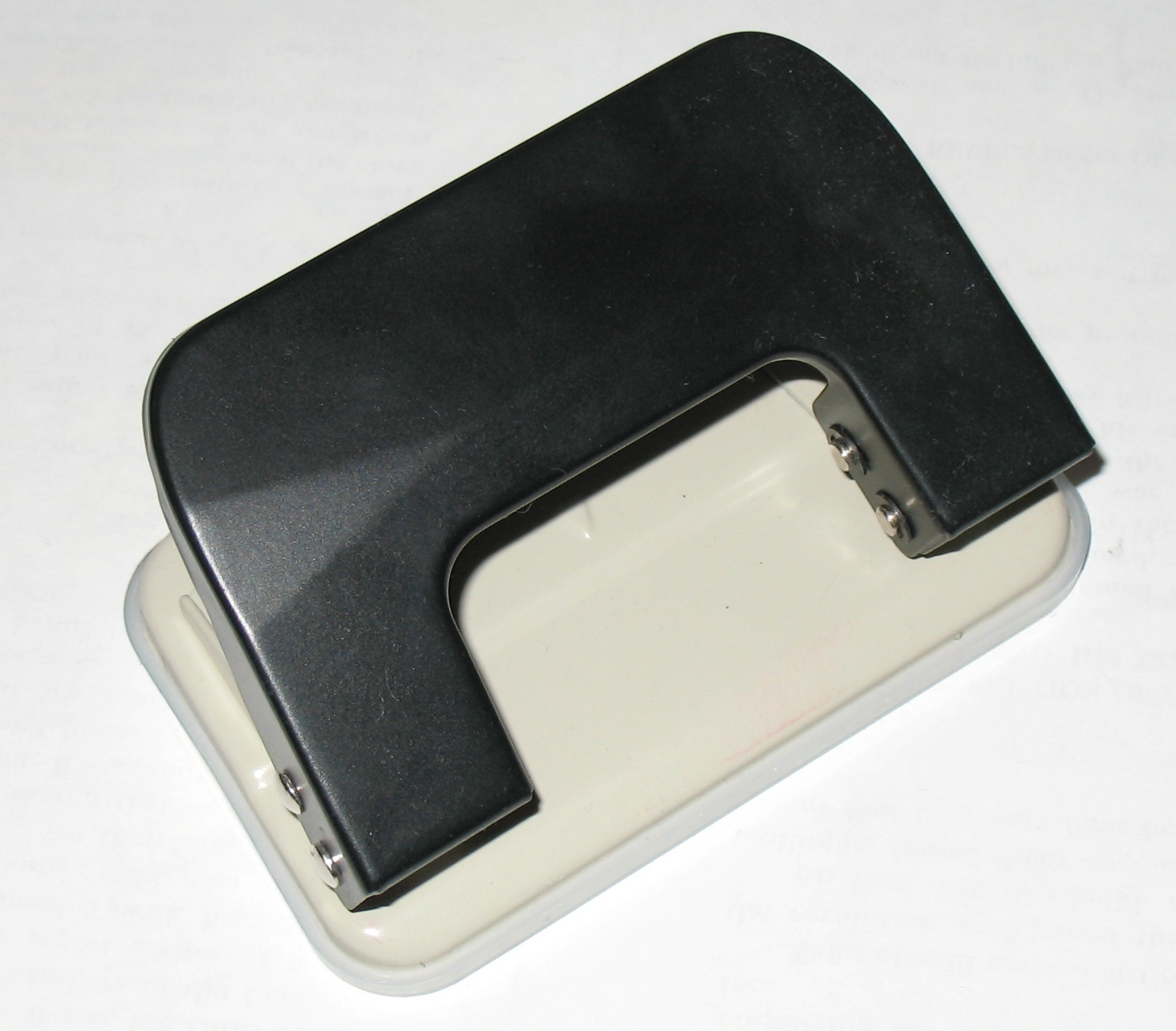
Hålslag anpassat till hålplacering enligt ISO 838

Mekanismen i en hålslagsapparat

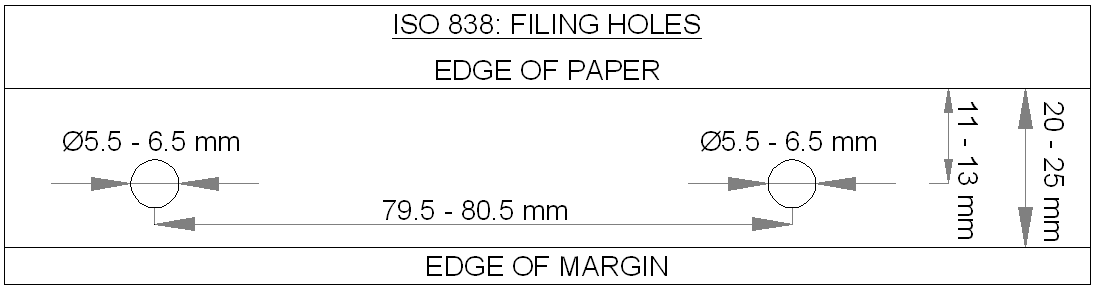
Hålplaceringen enligt ISO 838

En hålslagsapparat, eller vanligen ett hålslag, är ett kontorsverktyg avsett för att göra hål i papper med.

## Hålplacering
Hålplaceringen på hålslag varierar mellan olika länder, beroende på vilken standard för pärmar som utnyttjas, och mellan två och fyra hål förekommer. I samtliga fall är hålplaceringen symmetrisk runt papprets mitt.

### ISO 838
En internationell standard avseende hålplacering finns publicerad av ISO med beteckningen ISO 838. Två hål med diametern 6±0,5 mm används. Dessa hål mitt placeras 80±0,5 mm från varandra och 12±1 mm från papprets kant.
Vilket pappersformat som helst som är minst 100 mm högt (exempelvis ISO A7 och större) kan utnyttja detta system. Ett tryckt dokument med 20-25 mm marginal lämpar sig för ISO 838.
ISO 838 används i de flesta länder i Europa, men ej i Nordamerika eller Sverige.

#### 4-håls utökning "888"
En 4-håls utökning av ISO 838, som dock ej finns specificerad i själva standarden, är också vanlig för att ge en stabilare inbindning av hålslagna dokument i exempelvis pärmar. De två extra hålen placeras 80 mm längre ut åt respektive håll, och de två yttersta hålen är således placerade med ett avstånd om 240 mm mellan deras mitt. Denna hålplacering kallas ofta för "888", eftersom de tre hålavstånden alla är 8 cm. En del hålslag anpassade för ISO 838 har en markering som gör det möjligt att även utnyttja dem för 888-systemet, genom att göra 2 + 2 hål i pappret.

### Svensk triohålning

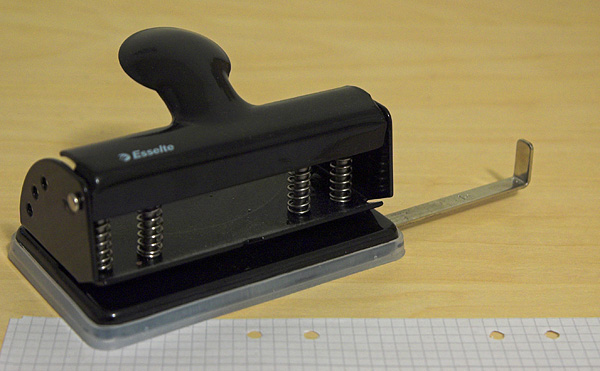
Hålslag för triohålning

I Sverige är det vanliga att använda ett 4-hålssystem som går under beteckningen triohålning. Detta utgör en nationell de facto-standard. Mätt från respektive håls mitt är de inre hålen placerade 70 mm från varandra, och de yttre hålen 21 mm längre ut.
Triohålningen är det enda vanliga systemet för hålplacering där avstånden mellan hålen är olika stora.

#### Historik
År 1889 uppfanns gaffelpärmen av grosshandlare Andreas Tengwall i Helsingborg, och 1890 fick han patent på den under namnet "Triopärmen", vilket skall ha syftat på honom själv och hans två kompanjoner. Hålplaceringen i Triopärmen har förblivit den vanliga hålplaceringen i Sverige sedan dess, och begreppet triohålning kommer således av att det är den hålplacering som är anpassad till Triopärmen. Eftersom triohålning innebär att man gör fyra hål i pappret framstår detta namn ibland som något ologiskt.

### Nordamerikanskt 3-hålssystem
I de länder där pappersformatet "US Letter" (8,5 × 11 engelska tum, ungefär 216 × 279 mm) är vanligt, i första hand USA, Kanada och till viss del Mexiko och Filippinerna, används vanligen ett 3-hålssystem. Hålen är placerade 4 1/4 engelska tum (ungefär 108 mm) isär. Till skillnad från ISO 838, är varken håldiameter eller hålavstånd från papprets kant standardiserat. Normalt är hålen 1/4 till 5/16 engelsk tum (ungefär 6 till 8 mm)  i diameter och placerade ungefär 1/2 engelsk tum (ungefär 12 mm) från papprets kant.

### Nordamerikanskt 2-hålssystem
Ibland används också ett 2-hålssystem i USA, med hålen 70 mm (2 3/4 engelska tum) isär. 